# Meczet Umara w Betlejem
Meczet Umara (arab. مسجد عمر) – najstarszy i jednocześnie jedyny meczet znajdujący się w starej części Betlejem niedaleko Bazyliki Narodzenia Pańskiego.

## Historia
Nazwa meczetu pochodzi od Umara ibn al-Chattaba, drugiego prawowiernego kalifa muzułmańskiego, który po zdobyciu Jerozolimy, przybył do Betlejem w 637 r. i wydał prawo, które gwarantowało szacunek dla chrześcijańskich miejsc kultu oraz bezpieczeństwo dla duchowieństwa. Według podań Umar modlił się w miejscu dzisiejszego meczetu już cztery lata po śmierci proroka Mahometa.
Sama świątynia została zbudowana jednak dopiero w 1860 r. i aż do 1955 r. nie była remontowana. Teren pod jej budowę podarował Grecki Kościół Prawosławny.
20 lutego 2006 r. Dalajlama na prośbę władz Autonomii Palestyńskiej odwołał swoją wizytę w meczecie, co było podyktowane naciskami ze strony Chin.
W lutym 2007 r. izraelska agencja bezpieczeństwa Szin Bet zatrzymała 20 osób, które rzekomo zostały zwerbowane do komórek Hamasu przez muzułmańskiego duchownego w meczecie Umara.